# Tadeusz Janczar

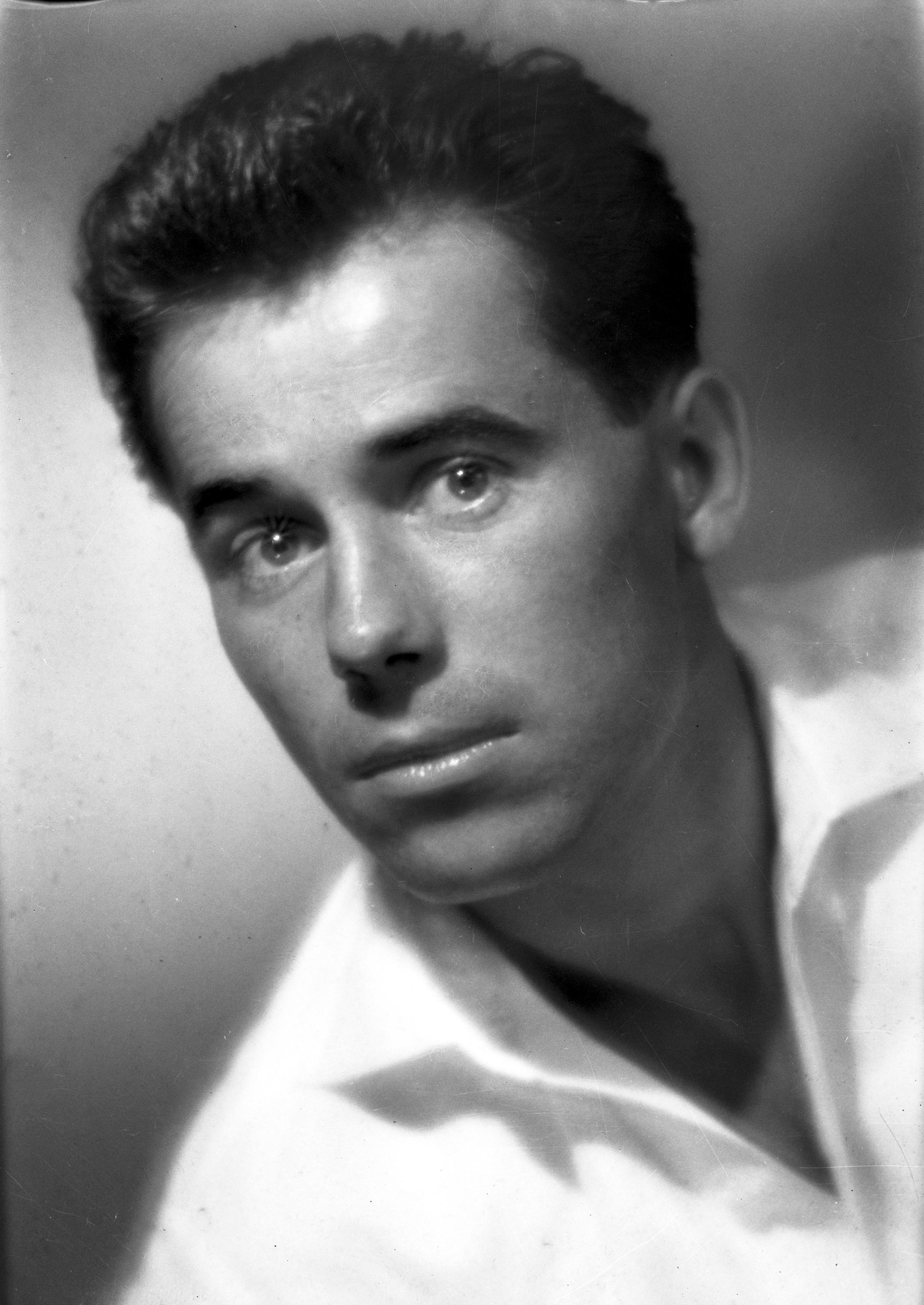

Tadeusz Janczar (Varsavia, 25 aprile 1926 – Varsavia, 31 ottobre 1997) è stato un attore polacco.

## Filmografia parziale

### Cinema
- Generazione (Pokolenie), regia di Andrzej Wajda (1955)
- I dannati di Varsavia (Kanal), regia di Andrzej Wajda (1957)
- Znaky na drodze, regia di Andrzej Piotrowski (1970)
- Paesaggio dopo la battaglia (Krajobraz po bitwie), regia di Andrzej Wajda (1970)